# Marian Gołębiewski
Marian Gołębiewski (22. září 1937, Trzebuchów – 11. března 2024) byl polský římskokatolický biskup, docent (v Polsku habilitovaný doktor) teologie, v letech 1996–2004 košalinsko-kolobřežský biskup, v letech 2004–2013 vratislavský arcibiskup a od roku 2013 emeritní biskup vratislavské arcidiecéze. V srpnu 2021 ho Vatikán potrestal za nedbalost v případě prověřování obvinění ze sexuálního zneužívání.

## Život

### Studia
Narodil se 22. září v Trzebuchově. V letech 1952–1956 studoval na Nižším duchovním semináři Jana Długosze ve Włocławku, kde složil interní závěrečné zkoušky. Státní zkoušku složil také v roce 1956, ovšem na škole Jana Matejky v Poznani.
V roce 1956 nastoupil studium na Vyšším duchovním semináři ve Włocławku, kde byl také 24. června 1956 vysvěcen na kněze místním diecézním biskupem Antonim Pawłowskim.
Mezi lety 1966 a 1968 studoval speciální výzkum Písma Svatého na teologické fakultě Katolické univerzity v Lublinu. Studium ukončil ziskem titulů magist a kanonický bakalář. Dále pokračoval ve studiích na Papežském biblickém institutu v Římě. V roce 1976 získal doktorát, který byl nostrifikován na univerzitě v Lublinu.
Ve školním roce 1992/1993 působil jako stipendista na Katolickém institutu v Paříži.
Roku 1994 získal na Univerzitě kardinála Stefana Wyszyńského ve Varšavě habilitaci v oboru teologických věd.

### Kněžství
Po kněžském svěcení pracoval jako vikář nejprve v letech 1962–1964 ve farnosti svatého Mikuláše biskupa a pastýře ve Ślesině a poté ve farnosti Nanebevzetí nejsvětější Panny Marie ve Zduńské Woli.
Roku 1976 nastoupil jako učitel na Vyšším duchovním semináři ve Włocławku. Přednášel tam výklad Písma Svatého Starého zákona a to kromě polštiny také v hebrejštině, řečtině, latině a angličtině. V letech 1981–1982 působil ve škole jako studijní prefekt a od roku 1983 do roku 1992 jako rektor. V té době také přednášel na Vyšším misionářském semináři v Bydhošti a na Pastoračním ústavu a Institutu vyšší duchovní kultury ve Włocławku.
Od akademického roku 1979/1980 působí na Akademii katolické teologie ve Varšavě. V roce 1983 se stal odborným asistentem na katedře Písma Svatého Starého zákona a o rok později byl zvolen vedoucím této katedry.
V rámci Włocławekské diecéze byl členem kněžské rady a kolegia poradců, zasedal v biskupském soudním dvoře (1978–1989) a byl prosynodálním examinátorem (od roku 1982).
Jako kněz byl také součástí komise polských duchovních seminářů, komise pro biskupský dialog s judaismem a komise pro presynodální katolickou výchovu. V letech 1978–1986 byl členem redakční rady kněžského atenea a rovněž redaktorem dvoutýdeníku włocławské diecéze – Ład Boży.

### Biskup
20. července jmenoval papež Jan Pavel II. Mariana Gołębiewského biskupem košalinsko-kolobřežeské diecéze a 31. srpna toho roku byl v košalinské katedrále vysvěcen na biskupa. Hlavním světitelem byl arcibiskup Jozef Kowalczyk, apoštolský nuncius v Polsku.
V roce 1998 se stal profesorem na teologické fakultě Univerzity Adama Mickiewicze v Poznani. Roku 2001 jej papež Jan Pavel II. jmenoval členem Papežské rady pro pastoraci migrantů a lidí mimo domov.
3. dubna 2004 přijal papež rezignaci vratislavského arcibiskupa Henryka Gulbinowicze a Marian Gołębiewski nastoupil na jeho místo. Slavnostní uvedení do úřadu se konalo 24. dubna 2004 ve vratislavské katedrále. 29. června pak obdržel z rukou papeže pallium metropolity.
V době svého působení na pozici arcibiskupa byl členem Stálé rady biskupské konference, předsedou rady apoštolských laiků a předsedou komise pro biblickou věrouku. V roce 2006 byl hlavním světitelem biskupa Andrzeje Siemieniewského a spolusvětitelem biskupů Adama Bałabucha (2008) a Marka Mendyka (2009).
Roku 2008 obdržel od papežské teologické fakulty ve Vratislavi čestný doktorát.
18. května 2013 složil svou funkci do rukou papeže Františka a požádal jej o vedení arcidiecéze do doby než bude slavnostně uveden nový arcibiskup. Papež jeho přání vyhověl.
V srpnu 2021 ho Svatý stolec na základě ustanovení Kodexu kanonického práva a motu proprio papeže Františka Vos estis lux mundi potrestal za nedbalost v případě prověřování obvinění ze sexuálního zneužívání. Na základě ukončeného vyšetřování musí penzionovaný arcibiskup v rámci trestu „žít v duchu pokání a modliteb“, zakázanou má účast na veškerých veřejných obřadech. Musí také poslat „příhodnou částku“ Nadaci svatého Josefa, která pomáhá obětem zneužívání.